# Chris Atkinson
Chris Atkinson (ur. 30 listopada 1979 w Bedze, stan Nowa Południowa Walia) – australijski kierowca rajdowy.

## Kariera
Pierwsze starty w rajdach zaliczył jako pilot swojego brata Bena. Pod koniec 2000 roku, zamienił się miejscami z bratem i tak już zostało. W latach 2003–2004 został mistrzem klasy Super1600 w rajdowych mistrzostwach Azji i Pacyfiku. W 2004 roku został również wicemistrzem Australii. W tym samym roku zadebiutował w swoim pierwszym rajdzie na szczeblu WRC - Rajdzie Nowej Zelandii.
W sezonie 2005 został zaangażowany jako kierowca fabryczny zespołu Subaru. Jego pilotem został wtedy Glenn McNeall. W tym samym roku w Rajdzie Japonii zajął 3. miejsce i po raz pierwszy stanął na podium Rajdowych Mistrzostw Świata. W połowie 2007 roku jego pilotem został Stéphane Prévot.

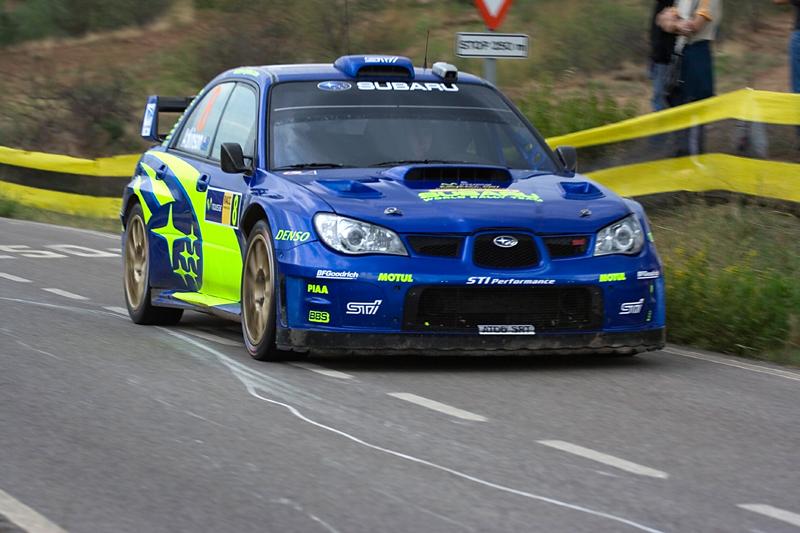
Podczas Rajdu Hiszpanii w 2007 roku

Jak dotychczas najlepszy sezon miał w 2008 roku kiedy to pięciokrotnie stawał na podium i w klasyfikacji generalnej zajął 5. miejsce z 50 punktami. Jednak po sezonie 2008 Subaru wycofało się z Rajdowych Mistrzostw Świata tłumacząc się kryzysem finansowym i Atkinson został bez pracy.
W sezonie 2009 udało mu się zaliczyć jednorazowy start w nowo utworzonym zespole Citroën Junior Team w Rajdzie Irlandii. Zajął w nim 5. miejsce.
W 2010 związał się z zespołem Proton R3 Rally Team i samochodem Proton Satria Neo S2000 startował w rajdach zaliczanych do mistrzostw Azji i Pacyfiku.
W 2012 przeniósł się do australijskiego zespołu MRF Skoda Rally Team i kontynuował starty w mistrzostwach Škodą Fabia S2000, co przyniosło mu tytuł mistrza Azji i Pacyfiku. W 2012 powrócił także do startów w mistrzostwach świata zaliczając 7 rajdów. Najlepszy występ zanotował na rajdzie Niemiec – był w nim piąty.

## Starty w rajdach WRC
| Sezon | Zespół                                                                 | Samochód                                                      | 1      | 2        | 3      | 4          | 5         | 6      | 7             | 8         | 9         | 10        | 11        | 12              | 13              | 14      | 15        | 16 | Punkty | Miejsce |
| ----- | ---------------------------------------------------------------------- | ------------------------------------------------------------- | ------ | -------- | ------ | ---------- | --------- | ------ | ------------- | --------- | --------- | --------- | --------- | --------------- | --------------- | ------- | --------- | -- | ------ | ------- |
| 2004  | Chris Atkinson                                                         | Subaru Impreza WRX STI Suzuki Ignis S1600                     | Monako | Szwecja  | Meksyk | NU         | Cypr      | Grecja | Turcja        | Argentyna | 33        | Niemcy    | 12        | Wielka Brytania | Włochy          | Francja | Hiszpania | 5  | 4      | 16.     |
| 2005  | Subaru World Rally Team                                                | Subaru Impreza WRC                                            | Monako | 19       | NU     | 7          | 18        | 10     | 24            | NU        | 9         | NU        | 11        | 38              | 3               | NU      | 9         | 4  | 13     | 12.     |
| 2006  | Subaru Rally Team Australia Subaru World Rally Team                    | Subaru Impreza WRC                                            | 6      | 11       | 7      | 11         | 13        | 6      | 10            | 11        | 8         | 13        | 4         | 9               | 6               | 9       | NU        | 6  | 20     | 10.     |
| 2007  | Subaru World Rally Team                                                | Subaru Impreza WRC                                            | 4      | 8        | 19     | 5          | NU        | 7      | 10            | 6         | 4         | 15        | 4         | 8               | 6               | NU      | 42        | 7  | 31     | 7.      |
| 2008  | Subaru World Rally Team                                                | Subaru Impreza WRC                                            | 3      | 21       | 2      | 2          | 3         | 6      | NU            | 13        | 3         | 6         | NU        | 7               | 6               | 4       | NU        |    | 50     | 5.      |
| 2009  | Citroën Junior Team                                                    | Citroën C4 WRC                                                | 5      | Norwegia | Cypr   | Portugalia | Argentyna | Włochy | Grecja        | Polska    | Finlandia | Australia | Hiszpania | Wielka Brytania |                 |         |           |    | 4      | 14.     |
| 2012  | Monster World Rally Team Qatar World Rally Team WRC Team Mini Portugal | Ford Fiesta RS WRC Citroën DS3 WRC MINI John Cooper Works WRC | Monako | Szwecja  | NU     | Portugalia | Argentyna | Grecja | Nowa Zelandia | 39        | 5         | 11        | 8         | 6               | 7               |         |           |    | 28     | 13.     |
| 2013  | Citroën Total Abu Dhabi WRT                                            | Citroën DS3 WRC                                               | Monako | Szwecja  | 6      | Portugalia | Argentyna | Grecja | Włochy        | Finlandia | Niemcy    | Australia | Francja   | Hiszpania       | Wielka Brytania |         |           |    | 8      | 16.     |
| 2014  | Hyundai World Rally Team                                               | Hyundai i20 WRC                                               | Monako | Szwecja  | 7      | Portugalia | Argentyna | Włochy | Polska        | Finlandia | Niemcy    | 10        | Francja   | Hiszpania       | Wielka Brytania |         |           |    | 7      | 18.     |